# Piophila ruficoxa
Piophila ruficoxa är en tvåvingeart som beskrevs av Macquart 1835. Piophila ruficoxa ingår i släktet Piophila och familjen ostflugor.
Artens utbredningsområde är Frankrike. Inga underarter finns listade i Catalogue of Life.